# Xeranoplium gracilis
Xeranoplium gracilis är en skalbaggsart som först beskrevs av Fisher 1932.  Xeranoplium gracilis ingår i släktet Xeranoplium och familjen långhorningar.
Artens utbredningsområde är Kuba. Inga underarter finns listade i Catalogue of Life.